# USS Savannah (CL-42)
El USS Savannah (CL-42) fue un crucero ligero clase Brooklyn construido para la Armada de los Estados Unidos durante la Segunda Guerra Mundial.

## Construcción y características
Fue construido en el New York Shipbuilding Corporation de Camden, Nueva Jersey. Se puso su quilla el 31 de mayo de 1934 y el casco botado el 8 de mayo de 1937. Fue comisionado con la Armada el 30 de agosto de 1938 en el Astillero Naval de Filadelfia. Recibió el nombre de «USS Savannah», en homenaje a la ciudad del estado de Georgia. Era el cuarto buque en llevar ese nombre.
Era propulsado por cuatro tubinas Parsons y ocho calderas Babcock & Wilcox.
Su armamento consistía en 15 cañones de calibre 152 mm, ocho cañones de 127 mm, ocho armas de calibre 12,7 mm, además de cuatro aviones.

## Servicio
El buque participó en la fase final del Fleet Problem XX, del 15 al 21 de mayo de 1940. Tomó parte en ejercicios de entrenamiento con los cruceros Philadelphia, Brooklyn y Nashville en aguas hawaianas. Por entonces, embarcaba cuatro aviones SOC-3.
A principios de 1941, escoltó los buques de desembarco que desplegaron en Midway. También participó de un viaje a Oceanía junto a numerosos cruceros y destructores al mando del contraalmirante John H. Newton.
El comandante de la División de Cruceros Número 8, cambió su puesto de mando del USS Philadelphia al USS Savannah en 1941. Como buque insignia de su división, el Savannah llevó a cabo patrullas de neutralidad en el Atlántico. Una de estos viajes se extendió hasta las islas Trinidad y Martín Vaz, en el Atlántico Sur.
El crucero ingresó al Astillero Naval de Brooklyn para llevar a cabo tareas de mantenimiento en noviembre. El Savannah estaba en el puerto de Nueva York cuando se produjo el ataque a Pearl Harbor, el 7 de diciembre de 1941.

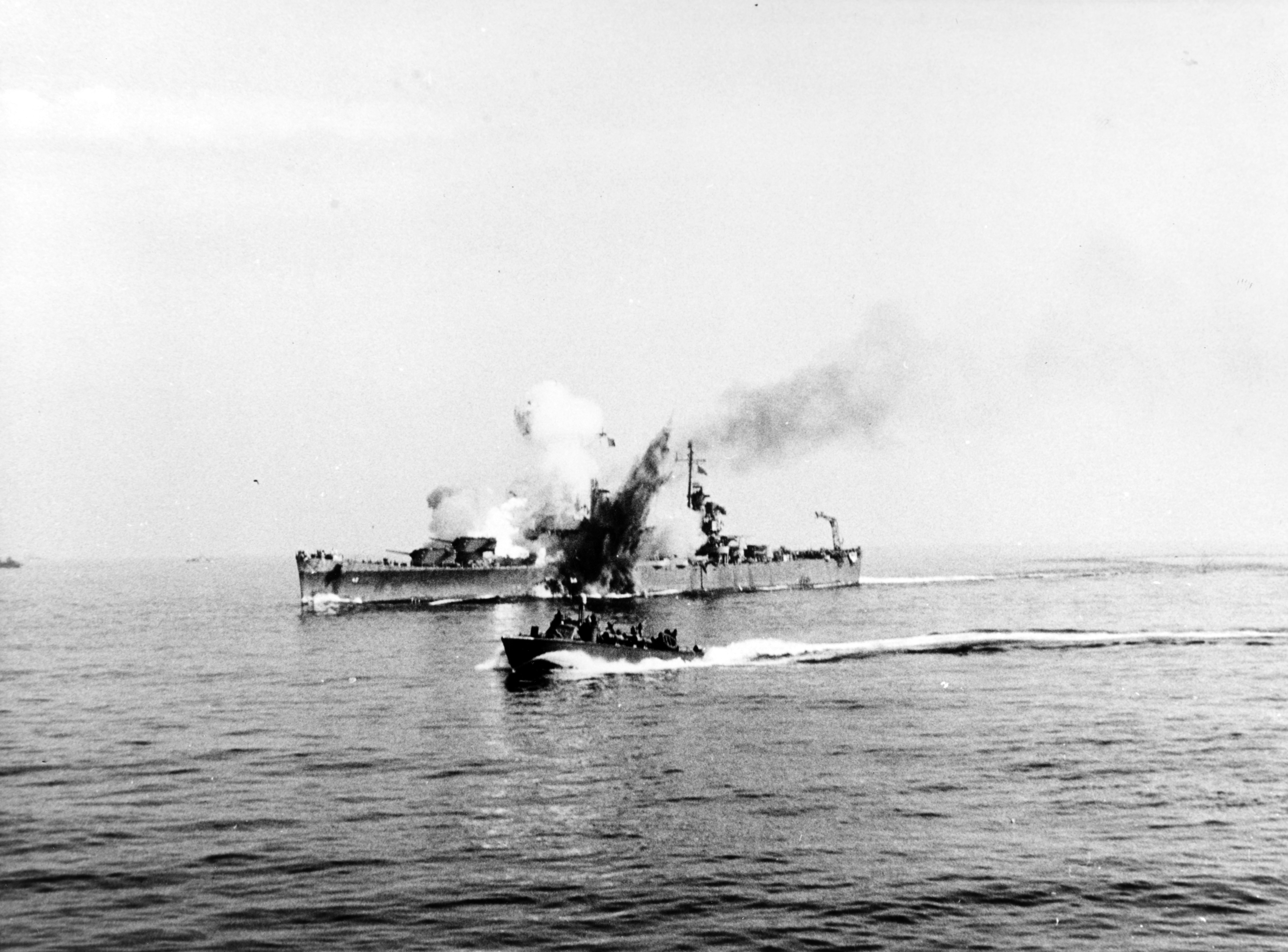
El impacto de la bomba

El 11 de septiembre de 1943 sufrió el impacto de una bomba alemana controlada por radio Fritz X durante la invasión aliada de Italia.
El buque recibió tres estrellas de batalla por su desempeño durante la guerra.
El 3 de febrero de 1947 fue descomisionado de la Marina de Guerra y fue vendido a Bethlehem Steel Co. para su desguace en 1960.